# Hennadij Komok
Hennadij Serhijowytsch Komok (ukrainisch Геннадій Сергійович Комок; englisch Gennadiy Komok; * 5. Juli 1987 in Saporischschja, Ukrainische SSR, Sowjetunion) ist ein ukrainischer Handballtorwart.
Der 1,94 Meter große und 98 Kilogramm schwere Torhüter stand ab 2006 bei ZTR Saporischschja unter Vertrag. Zuvor spielte er in der zweiten Mannschaft des Vereins. In der Saison 2011/12 lief er für den russischen Verein GK Newa St. Petersburg auf, anschließend kehrte er zur ZTR zurück. Im Sommer 2015 wechselte er zum HK Motor Saporischschja. Im April 2022 wurde er bis zum Saisonende 2021/22 an den deutschen Bundesligisten HSG Wetzlar ausgeliehen. Im Sommer 2023 wechselte er zum rumänischen Erstligisten HC Buzău.
Hennadij Komok stand in 49 Länderspielen für die ukrainische Nationalmannschaft im Tor, in denen ihm zwei Treffer gelangen. Er spielte auch bei der Europameisterschaft 2010.

## Erfolge
- Ukrainischer Meister 2007, 2008, 2009, 2010, 2011, 2016, 2017, 2018, 2019, 2020 und 2021
- Ukrainischer Pokalsieger 2011, 2014, 2016, 2017, 2018 und 2019